# El pabellón de las peonías
El pabellón de las peonías (en chino, 牡丹亭; pinyin, Mǔdān tíng) o Historia del alma que regresó (en chino, 还魂记; pinyin, Huanhun ji) es una obra cumbre de la dramaturgia china. Fue hecha originalmente para ser representada en la ópera kunqu.

## Contenido

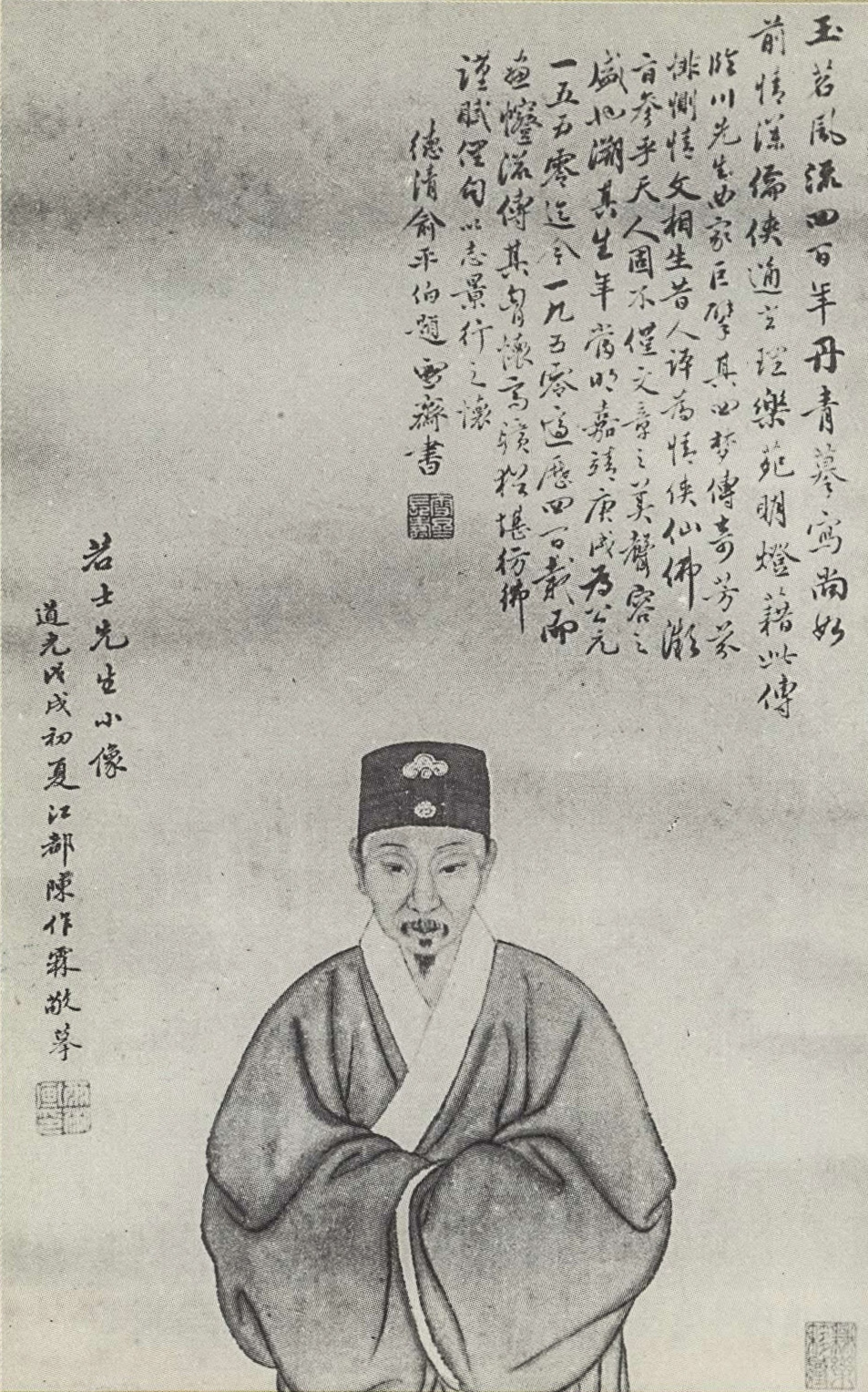
Tang Xianzu (1550-1616), poeta y dramaturgo, autor de El Pabellón de las Peonías.

Escrita por Tang Xianzu en 1598, relata la historia de amor entre la hermosa Du Liniang y el joven Liu Mengmei. En medio de un ambiente bélico, por la amenaza de unos bárbaros a la dinastía Song, la joven luchará por alcanzar el objeto de sus sueños enfrentándose a todos aquellos que intentan impedir su amor, incluso hasta la muerte.